# أحمد سمير (سياسي)
أحمد سمير هو سياسي مصري شغل سابقا منصب وزير التجارة والصناعة منذ أغسطس 2022.

## عمله
قبل توليه الوزارة شغل منصب نائب في مجلس الشعب عن دائرة أول وثان أكتوبر-الشيخ زايد والواحات البحرية، عن حزب مستقبل وطن وتولى رئاسة لجنة الشؤون الاقتصادية بالبرلمان وكان عضوًا في لجنة الصناعة. وهو أيضا نائب رئيس جمعية مستثمري 6 أكتوبر منذ عام 2014، وعضو مجلس أمناء مدينة 6 أكتوبر منذ عام 2015.